# Roberto Pocaterra
 
Roberto Pocaterra Silva, communément appelé,  «Bobby» (Caracas, le Venezuela, 1 octobre de 1941 - Caracas, le Venezuela, 22 avril de 2016) est un économiste, professeur et homme politique vénézuélien.
Il occupe le poste de député de l’ancien Congrès du Venezuela à deux reprises, ainsi que ceux de ministre des Finances et de président de la Banque industrielle du Venezuela.

## Biographie
Après une scolarité dans l’école San Ignacio de Loyola à Caracas, il intègre l’internat San José à Mérida. Dans cette ville, il s’engage dans le militantisme étudiant et participe aux manifestations nationales qui ont abouti au renversement de Marcos Pérez Jiménez le 23 janvier 1958.
À la suite de ses études en médecine, il décide de se réorienter vers des études d’économie à l’Universidad Católica Andrés Bello, d’où il sort diplômé. Par la suite, et grâce à une bourse de la Fondation Polar, il obtient un diplôme de troisième cycle à l’Université pontificale à Rome.

## Carrière politique
Pendant le premier gouvernement démocratique au Venezuela, Julio Pocaterra, oncle de Roberto, devient l’un des hommes les plus proches du président Rómulo Betancourt. À cause de ces liens d’amitié, il parvient à convaincre le chef de l’État d'accorder le poste de secrétaire personnel à son neveu, qui, à partir de ce moment-là, développe toute sa carrière politique en tant que membre du parti Acción Democrática.
Le 27 février 1988, Pocaterra est désigné président de la Banque industrielle du Venezuela, une fonction qu’il exerce jusqu’en 1990. Pendant son mandat, il dirige la réforme de la structure organisationnelle de l’institution afin de l’adapter aux besoins du pays, à la suite de la grande récession économique provoquée par «El Caracazo». Lorsqu'il prend ses fonctions, les passifs hérités par l'entité, accumulés depuis une restructuration de la dette réalisée en 1983, s’élevaient à près de 3 600 000 000 dollars. Grâce aux décisions mises en oeuvre sous sa présidence au sein de cette institution, de nombreux projets, tant dans le domaine des infrastructures que dans celui de la construction, sont relancés dans la région orientale du pays, principalement sur l’île de Margarita, où 75% du portefeuille de crédits est concentré sur des projets de construction.
En 1989, il présente au Congrès national la modification de la loi de l’impôt sur le revenu et la création de la taxe sur la valeur ajoutée. Deux ans plus tard, ces deux projets sont approuvés.
La même année, il devient Directeur Exécutif par l' assemblée annuelle de L-Bank, un système de coopération entre les banques européennes et latino-américaines qui comprenait 22 banques commerciales.
C’est pendant le deuxième mandat de Carlos Andrés Pérez, entre 1990 et 1992, qu'il est nommé ministre de Trésor. Parmi les réalisations de sa gestion, on peut mentionner la négociation d’un financement international pour le Venezuela avec des banques étrangères pour une somme de 19 700 000 dollars, ainsi que la modernisation du système douanier des aéroports nationaux, notamment à l'aéroport international Simón Bolívar,,.
En 1993, son nom figure parmi les candidats potentiels à la mairie de Caracas dans la dispute interne de son parti, mais l’organisation opte pour Claudio Fermín, qui finit par perdre les élections contre Aristóbulo Isturiz.

## Voyez-vous aussi
- Histoire du Venezuela